# Lijst van voetbalinterlands België - Hongarije
Deze lijst van voetbalinterlands is een overzicht van alle officiële voetbalwedstrijden tussen de nationale teams van België en Hongarije. De landen hebben tot op heden dertien keer tegen elkaar gespeeld. De eerste ontmoeting was een vriendschappelijke wedstrijd en werd gespeeld in Boedapest op 21 mei 1925. Het laatste duel, de achtste finale bij het Europees kampioenschap voetbal 2016, vond plaats op 26 juni 2016 in Toulouse (Frankrijk).

## Wedstrijden
| №  | Plaats         | Datum            | Competitie        | Wedstrijd          | Uitslag |
| -- | -------------- | ---------------- | ----------------- | ------------------ | ------- |
| 1  | Boedapest      | 21 mei 1925      | Vriendschappelijk | Hongarije − België | 1 − 3   |
| 2  | Brussel        | 14 februari 1926 | Vriendschappelijk | België − Hongarije | 0 − 2   |
| 3  | Brussel        | 3 juni 1956      | Vriendschappelijk | België − Hongarije | 5 − 4   |
| 4  | Boedapest      | 23 november 1958 | Vriendschappelijk | Hongarije − België | 3 − 1   |
| 5  | Brussel        | 30 oktober 1960  | Vriendschappelijk | België − Hongarije | 2 − 1   |
| 6  | Luik           | 17 juni 1972     | EK 1972           | België − Hongarije | 2 − 1   |
| 7  | Elx            | 22 juni 1982     | WK 1982           | België − Hongarije | 1 − 1   |
| 8  | Brussel        | 6 juni 1984      | Vriendschappelijk | België − Hongarije | 2 − 2   |
| 9  | Brussel        | 26 maart 1988    | Vriendschappelijk | België − Hongarije | 3 − 0   |
| 10 | Székesfehérvár | 9 oktober 1991   | Vriendschappelijk | Hongarije − België | 0 − 2   |
| 11 | Brussel        | 8 juni 1994      | Vriendschappelijk | België − Hongarije | 3 − 1   |
| 12 | Gent           | 14 november 2009 | Vriendschappelijk | België − Hongarije | 3 − 0   |
| 13 | Toulouse       | 26 juni 2016     | EK 2016           | Hongarije − België | 0 − 4   |

## Samenvatting
| Competitie        | Totaal gespeeld | Winst België | Gelijk | Winst Hongarije | Doelsaldo België – Hongarije |
| ----------------- | --------------- | ------------ | ------ | --------------- | ---------------------------- |
| WK-eindronde      | 1               | 0            | 1      | 0               | 1 − 1                        |
| EK-eindronde      | 2               | 2            | 0      | 0               | 6 − 1                        |
| Vriendschappelijk | 10              | 7            | 1      | 2               | 24 − 14                      |
| Totaal            | 13              | 9            | 2      | 2               | 31 − 16                      |

Wedstrijden bepaald door strafschoppen worden, in lijn met de FIFA, als een gelijkspel gerekend.

## Details

### Dertiende ontmoeting
| EK 2016 (Toulouse, Frankrijk, 26 juni 2016): |       |                                                                                |
| Hongarije                                    | 0 – 4 | België                                                                         |
|                                              | goals | 10' Toby Alderweireld 78' Michy Batshuayi 80' Eden Hazard 90' Yannick Carrasco |